# Pinus massoniana
Pinus massoniana — вид дерева роду сосна родини соснових.

## Опис

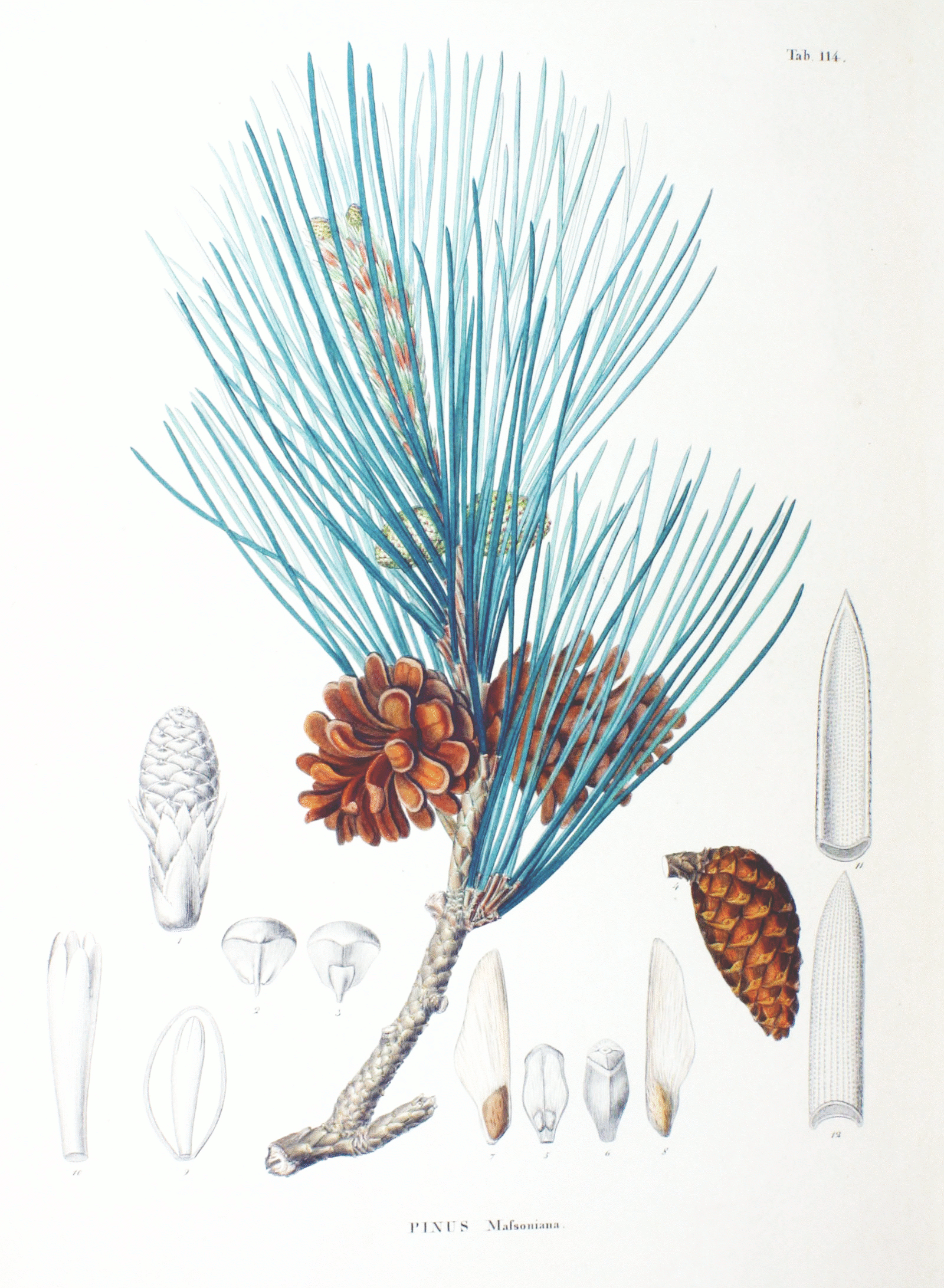

Це вічнозелене хвойне дерево, що досягає 25–45 м у висоту, з широкою округлою кроною та довгими гілками. Кора товста, сіро-коричнева з лускатим покриттям на базі магістрального і оранжево-червоного тонкого лущення вище по стовбурі. Листя голчасті, темно-зелені, з двома в пучку, 12–20 см завдовжки і 0,8–1 мм завширшки, постійна оболонка пучка 1,5–2 см завдовжки. Шишки яйцеподібні, 4–7 см довжиною, каштаново-коричневі, відкриті, коли дозрівають наприкінці зими шириною 4–6 см. Насіння крилаті, 4–6 мм завдовжки крила 10–15 мм. Запилення відбувається посередині весни.

## Поширення
Країни зростання:
Китай (провінції: Аньхой, Фуцзянь, Ґуандун, Ґуансі, Ґуйчжоу, Хайнань, Хенань, Хубей, Хунань, Цзянсу, Цзянсі, Сичуань, Чжецзян), Гонконг, Тайвань. 
Сосна Массона зростає переважно на висоті 1500 – 2000 метрів над рівнем моря.

## Назви
Англійські назви: сосна Массона, китайська Червона сосна, сосна хвоща.
Китайські назви: Масон-сосна.